# Milt Gabler
Milton Gabler (20 mai 1911 - 20 juillet 2001) est un producteur de disques américain, responsable de nombreuses innovations dans l'industrie du disque du XXe siècle. Il est le premier à s'occuper de rééditions de disques, à vendre des disques par correspondance et à créditer tous les musiciens sur les enregistrements.
Il est également un auteur-compositeur à succès, écrivant les paroles de plusieurs standards, dont "In a Mellow Tone", "Danke Schoen" et "L-O-V-E".

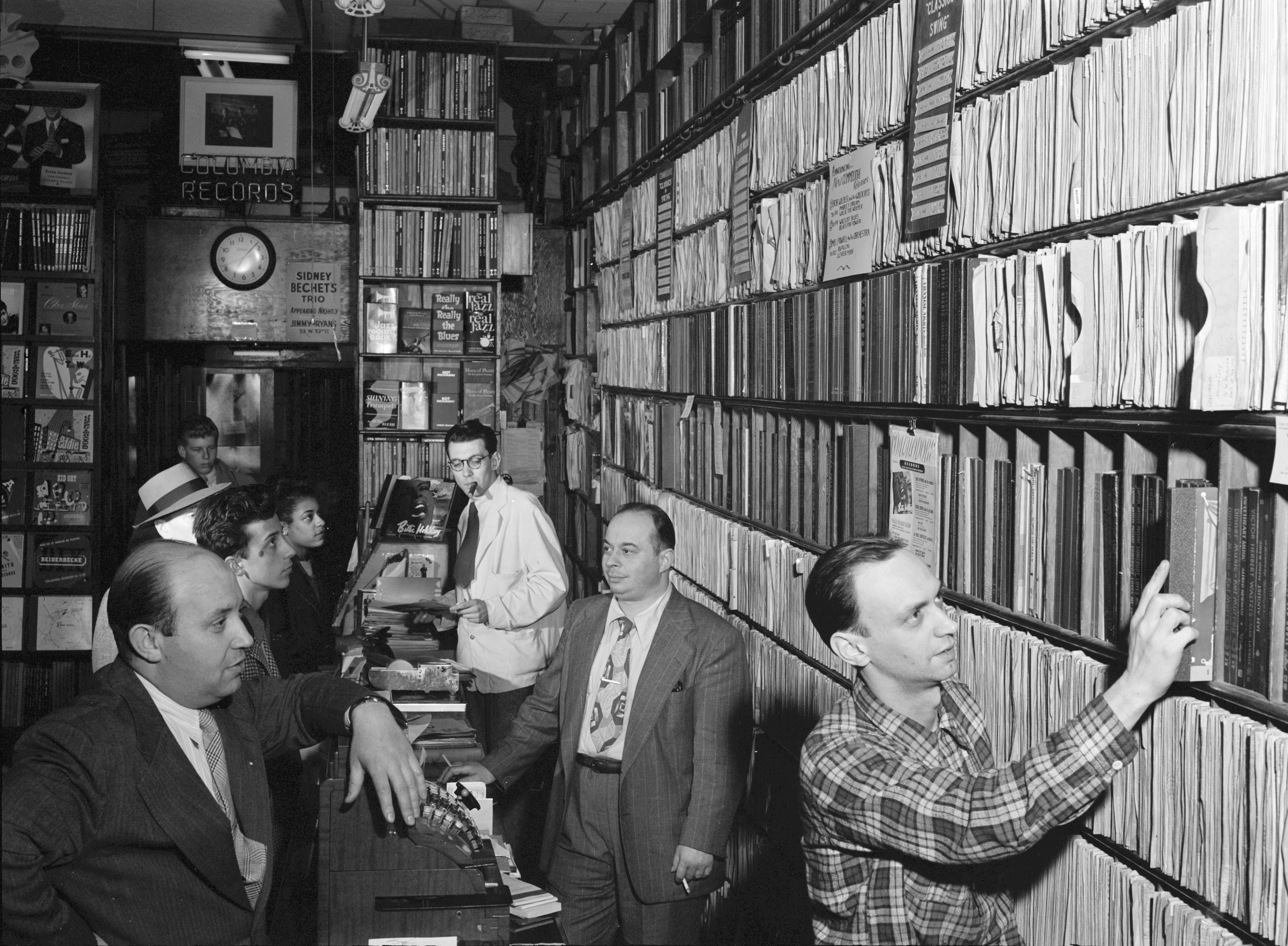
Milt Gabler en 1947 chez Commodore Records